# Pologne aux Jeux olympiques d'été de 1972
L'équipe de Pologne olympique a remporté 21 médailles (7 en or, 5 en argent, 9 en bronze) lors de ces Jeux olympiques d'été de 1972 à Munich, se situant à la 7e place des nations au tableau des médailles.
L'athlète  Waldemar Baszanowski est le porte-drapeau d'une délégation polonaise comptant 290 sportifs (252 hommes et 38 femmes).

## Liste des médaillés polonais

### Médailles d'Or
| Sport              | Discipline             | Sportifs | Performance                |
| Médailles d'or : 7 |                        | |                            |
| Athlétisme         | Poids (H)              | Władysław Komar | 21,18 m (Record olympique) |
| Boxe               | Legers - 60 kg         | Jan Szczepański |                            |
| Escrime            | Fleuret individuel (H) | Witold Woyda |                            |
| Escrime            | Fleuret par équipe (H) | Witold Woyda Lech Koziejowski Jerzy Kaczmarek Marek Dąbrowski Arkadiusz Godel |                            |
| Football           | équipe (H)             | Hubert Kostka Zbigniew Gut Jerzy Gorgoń Zygmunt Anczok Lesław Ćmikiewicz Zygmunt Maszczyk Jerzy Kraska Kazimierz Deyna Ryszard Szymczak Zygfryd Szołtysik Włodzimierz Lubański Robert Gadocha Antoni Szymanowski Marian Ostafiński Kazimierz Kmiecik Joachim Marx Grzegorz Lato |                            |
| Haltérophilie      | Poids Mouche           | Zygmunt Smalcerz |                            |
| Tir                | Pistolet rapide 25 m   | Józef Zapędzki |                            |

### Médailles d'Argent
| Sport                  | Discipline              | Sportifs                                                     | Performance |
| Médailles d'argent : 5 |                         |                                                              |             |
| Boxe                   | Super mi-moyens - 71 kg | Wiesław Rudkowski                                            |             |
| Cyclisme               | Route par équipe (H)    | Lucjan Lis Edward Barcik Stanisław Szozda Ryszard Szurkowski |             |
| Haltérophilie          | Mi-lourd                | Norbert Ozimek                                               |             |
| Judo                   | Mi-moyen (H)            | Antoni Zajkowski                                             |             |
| Tir                    | Individuel (F)          | Irena Szydłowska                                             |             |

### Médailles de Bronze
| Sport                   | Discipline             | Sportifs                            | Performance  |
| Médailles de bronze : 9 |                        |                                     |              |
| Athlétisme              | Décathlon (H)          | Ryszard Katus                       | 7 984 points |
| Athlétisme              | 200 mètres (F)         | Irena Szewińska                     | 22 s 74      |
| Boxe                    | Mouches                | Leszek Błażyński                    |              |
| Boxe                    | Mi-lourd               | Janusz Gortat                       |              |
| Canoë-Kayak             | K2 1 000 m             | Władysław Szuszkiewicz Rafał Piszcz |              |
| Cyclisme                | Tandem                 | Andrzej Bek Benedykt Kocot          |              |
| Haltérophilie           | Léger                  | Zbigniew Kaczmarek                  |              |
| Lutte                   | Gréco-romaine plume    | Kazimierz Lipień                    |              |
| Lutte                   | Gréco-romaine mi-lourd | Czesław Kwieciński                  |              |

## Engagés polonais par sport

### Athlétisme
| Hommes | Femmes |
| --- | --- |
| 100 mètres - Zenon Nowosz, 7e - Stanisław Wagner - Tadeusz Cuch 400 mètres - Jan Werner - Andrzej Badeński - Zbigniew Jaremski 1 500 mètres - Witold Baran, 6e 400 Mètres haies - Boguslaw Gierajewski 800 mètres - Andrzej Kupczyk, 7e 1 500 mètres - Henryk Szordykowski 5 000 mètres - Bronisław Malinowski (athlétisme) 110 mètres haies - Leszek Wodzyński, 6e - Marek Jóźwik - Mirosław Wodzyński 400 mètres haies - Tadeusz Kulczycki 3 000 mètres steeple - Bronisław Malinowski (athlétisme), 4e - Kazimierz Maranda - Tadeusz Zieliński 4 x 100 mètres - Stanisław Wagner, Tadeusz Cuch, Jerzy Czerbniak et Zenon Nowosz, 6e 4 x 400 mètres - Jan Werner, Jan Balachowski, Zbigniew Jaremski et Andrzej Badeński, 5e 20 km Marche - Jan Ornoch, 7e 50 km Marche - Jan Ornoch Poids - Władysław Komar, Médaille d'or Marteau - Stanisław Lubiejewski, 23e Saut en Longueur - Grzegorz Cybulski, 12e - Jerzy Homziuk, 20e Saut à la perche - Wojciech Buciarski, 10e - Tadeusz Ślusarski Triple Saut - Michał Joachimowski, 7e Décathlon - Ryszard Katus, Médaille de bronze - Tadeusz Janczenko, 8e - Ryszard Skowronek Marathon : - Edward Stawiarz, 40e | 100 mètres - Irena Szewińska 200 mètres - Irena Szewińska, Médaille de bronze 400 mètres - Danuta Piecyk - Krystyna Kacperczyk - Bożena Zientarska 800 mètres - Elżbieta Skowrońska 100 mètres Haies - Teresa Nowak, 5e - Danuta Straszyńska, 6e - Grażyna Rabsztyn, 8e 4 x 100 mètres - Helena Fliśnik, Barbara Bakulin, Urszula Jóźwik et Danuta Jędrejek, 8e 4 x 100 mètres - Bożena Zientarska, Krystyna Kacperczyk, Elżbieta Skowrońska-Katolik et Danuta Piecyk Poids - Ludwika Chewińska, 10e Disque - Krystyna Nadolna, 15e Javelot - Ewa Gryziecka, 7e - Daniela Jaworska, 14e |

### Aviron
| Hommes |
| --- |
| Deux de couple - Roman Kowalewski et Kazimierz Lewandowski, 12e Deux sans barreur - Alfons Ślusarski et Jerzy Broniec, 5e Deux barré - Wojciech Repsz, Wiesław Długosz et Jacek Rylski, 6e Huit barré - Jerzy Ulczyński, Marian Siejkowski, Krzysztof Marek, Jan Młodzikowski, Grzegorz Stellak, Marian Drażdżewski, Ryszard Giło, Sławomir Maciejowski et Ryszard Kubiak, 6e |

### Basketball
| Hommes |
| --- |
| L'équipe polonaise olympique termine 10e - Andrzej Kasprzak - Andrzej Seweryn - Eugeniusz Durejko - Franciszek Niemiec - Grzegorz Korcz - Jan Dolczewski - Janusz Cegliński - Mieczysław Łopatka - Piotr Langosz - Ryszard Białowąs - Waldemar Kozak - Andrzej Pasiorowski 10e |

### Boxe
| Hommes |
| --- |
| Mi-mouches - 48 kg - Roman Rożek, 17e Mouches - 51 kg - Leszek Błażyński, Médaille de bronze Coqs - 54 kg - Józef Reszpondek, 33e Plumes - 57 kg - Ryszard Tomczyk, 9e Légers - 60 kg - Jan Szczepański, Médaille d'or Super-légers - 63,5 kg - Krzysztof Pierwieniecki, 17e Mi-moyens - 67 kg - Alfons Stawski, 17e Super mi-moyens - 71 kg - Wiesław Rudkowski, Médaille d'argent Moyens - 75 kg - Witold Stachurski, 5e Mi-lourds - 81 kg - Janusz Gortat, Médaille de bronze Lourds + 81 kg - Ludwik Denderys, 9e |

### Canoë-Kayak
| Hommes | Femmes |
| --- | --- |
| K1 1,000 - Grzegorz Śledziewski, 8e K2 1,000 - Władysław Szuszkiewicz et Rafał Piszcz, Médaille de bronze K4 1,000 - Zbigniew Niewiadomski, Jerzy Dziadkowiec, Zdzisław Tomyślak et Andrzej Matysiak K1 Slalom - Jerzy Stanuch, 14e - Wojciech Gawroński, 23e C1 1 000 m - Jerzy Opara, 9e C2 1 000 m - Jan Żukowski et Andrzej Gronowicz C2 Slalom - Jan Frączek et Ryszard Seruga, 5e - Jerzy Jeż et Wojciech Kudlik, 13e - Maciej Rychta et Zbigniew Leśniak, 17e | K1 500 m - Stanisława Szydłowska K2 500 m - Izabella Antonowicz-Szuszkiewicz et Ewa Grajkowska-Stańko, 6e K1 Slalom - Maria Ćwiertniewicz, 4e - Kunegunda Godawska-Olchawa, 5e |

### Cyclisme
| Hommes |
| --- |
| Route individuel - Ryszard Szurkowski, 31e - Lucjan Lis, 36e - Stanisław Szozda, 76e - Jan Smyrak Route par équipe - Lucjan Lis, Edward Barcik, Stanisław Szozda et Ryszard Szurkowski, Médaille d'argent Sprint, 1 000 mètres - Andrzej Bek - Benedykt Kocot 1 000 mètres Time Trial - Janusz Kierzkowski, 5e Tandem - Andrzej Bek et Benedykt Kocot, Médaille de bronze Poursuite individuel - Mieczysław Nowicki, 14e Poursuite par équipe - Bernard Kręczyński, Paweł Kaczorowski, Janusz Kierzkowski, Mieczysław Nowicki et Jerzy Głowacki, 4e |

### Équitation
| Hommes |
| --- |
| Saut d'obstacles individuel - Stefan Grodzicki, 17e - Marian Kozicki, 21e Saut d'obstacles par équipe - Marian Kozicki, Stefan Grodzicki, Piotr Wawryniuk et Jan Kowalczyk, 12e Concours complet individuel - Jacek Wierzchowiecki, 18e - Marek Małecki, 31e - Jan Skoczylas, 36e - Wojciech Mickunas Concours complet par équipe - Jacek Wierzchowiecki, Marek Małecki, Jan Skoczylas et Wojciech Mickunas, 10e |

### Escrime
| Hommes | Femmes |
| --- | --- |
| Fleuret individuel - Witold Woyda, Médaille d'or - Marek Dąbrowski, 6e - Lech Koziejowski Fleuret par équipe - Witold Woyda, Lech Koziejowski, Jerzy Kaczmarek, Marek Dąbrowski et Arkadiusz Godel Médaille d'or Epée individuel - Jerzy Janikowski - Bogdan Gonsior - Henryk Nielaba Epée par équipe - Bohdan Andrzejewski, Jerzy Janikowski, Henryk Nielaba, Kazimierz Barburski, Bogdan Gonsior, 6e Sabre individuel - Jerzy Pawłowski - Józef Nowara - Janusz Majewski Sabre par équipe - Józef Nowara, Krzysztof Grzegorek, Zygmunt Kawecki, Jerzy Pawłowski et Janusz Majewski, 5e | Fleuret individuel - Elżbieta Franke-Cymerman - Halina Balon - Kamilla Składanowska-Mazurowska Fleuret par équipe - Halina Balon, Krystyna Machnicka-Urbánska, Jolanta Bebel-Rzymowska, Kamilla Składanowska-Mazurowska, Elżbieta Franke-Cymerman, 7e |

### Football
| Hommes |
| --- |
| L'équipe polonaise remporte le titre olympique Médaille d'or - Hubert Kostka - Zbigniew Gut - Jerzy Gorgoń - Zygmunt Anczok - Lesław Ćmikiewicz - Zygmunt Maszczyk - Jerzy Kraska - Kazimierz Deyna - Ryszard Szymczak - Zygfryd Szołtysik - Włodzimierz Lubański - Robert Gadocha - Antoni Szymanowski - Marian Ostafiński - Kazimierz Kmiecik - Joachim Marx - Grzegorz Lato |

### Gymnastique
| Hommes                  | Femmes                                                                                                |
| ----------------------- | --- |
| Sol - Jakub Puchow, 17e | Saut - Elżbieta Wierniuk, 8e - Regina Krajnow, 18e Sol - Elżbieta Wierniuk, 11e - Regina Krajnow, 17e |

### Haltérophilie
| Hommes |
| --- |
| Mouche - Zygmunt Smalcerz, Médaille d'or - Waldemar Korcz Coq - Henryk Trębicki, 4e - Grzegorz Cziura Plume - Mieczysław Nowak, 7e - Jan Wojnowski Léger - Zbigniew Kaczmarek, Médaille de bronze - Waldemar Baszanowski, 4e Mi-lourd - Norbert Ozimek, Médaille d'argent |

### Handball
| Hommes |
| --- |
| L'équipe polonaise olympique termine 10e - Andrzej Lech - Andrzej Sokołowski - Andrzej Szymczak - Bogdan Kowalczyk - Engelbert Szolc - Franciszek Gąsior - Helmut Pniociński - Henryk Rozmiarek - Jan Gmyrek - Jerzy Melcer - Robert Zawada - Włodzimierz Wachowicz - Zbigniew Dybol - Zdzisław Antczak - Zygfryd Kuchta |

### Hockey sur gazon
| Hommes |
| --- |
| L'équipe polonaise olympique termine 11e - Aleksander Wrona - Aleksander Ciążyński - Bolesław Czaiński - Henryk Grotowski - Jerzy Choroba - Jerzy Czajka - Józef Wybieralski - Marek Kruś - Ryszard Twardowski - Stanisław Kaźmierczak - Stanisław Kasprzyk - Stefan Wegnerski - Stefan Otulakowski - Witold Ziaja - Włodzimierz Matuszyński - Zbigniew Juszczak - Zbigniew Łój |

### Judo
| Hommes |
| --- |
| Léger - Marian Tałaj, 11e Mi-moyen - Antoni Zajkowski, Médaille d'argent Moyen - Adam Adamczyk, 19e Mi-lourd - Włodzimierz Lewin, 9e |

### Lutte
| Hommes |
| --- |
| Gréco-romaine mi-mouche - Bernard Szczepański Gréco-romaine mouche - Jan Michalik, 4e Gréco-romaine coq - Józef Lipień Gréco-romaine plume - Kazimierz Lipień, Médaille de bronze Gréco-romaine Lightweight - Andrzej Supron Gréco-romaine Welterweight - Stanisław Krzesiński Gréco-romaine moyen - Adam Ostrowski Gréco-romaine mi-lourd - Czesław Kwieciński, Médaille de bronze Gréco-romaine lourd - Andrzej Skrzydlewski Gréco-romaine super-lourd - Edward Wojda Libre mouche - Andrzej Kudelski Libre coq - Zbigniew Żedzicki Libre plume - Zdzisław Stolarski Libre léger - Włodzimierz Cieślak, 7e Libre moyen - Jan Wypiórczyk Libre mi-lourd - Paweł Kurczewski Libre lourd - Ryszard Długosz, 6e Libre super-lourd - Stanisław Makowiecki |

### Natation
| Hommes |
| --- |
| 100 mètres nage libre - Zbigniew Pacelt 200 mètres nage libre - Zbigniew Pacelt 400 mètres nage libre - Władysław Wojtakajtis 1 500 mètres nage libre - Władysław Wojtakajtis 100 mètres dos - Piotr Dłucik 100 mètres dos - Cezary Śmiglak 200 mètres dos - Cezary Śmiglak 100 mètres papillon - Andrzej Chudziński 200 mètres papillon - Andrzej Chudziński 200 mètres 4 nages - Zbigniew Pacelt 400 mètres 4 nages - Zbigniew Pacelt 4 × 100 mètres 4 nages - Piotr Dłucik, Cezary Śmiglak, Andrzej Chudziński et Zbigniew Pacelt |

### Pentathlon moderne
| Hommes |
| --- |
| Individuel - Ryszard Wach, 13e - Janusz Pyciak-Peciak, 21e - Stanisław Skwira, 40e par équipe - Ryszard Wach, Janusz Pyciak-Peciak et Stanisław Skwira, 8e |

### Tir
| Hommes |
| --- |
| Pistolet rapide 25 m - Józef Zapędzki, Médaille d'or - Zbigniew Fedyczak, 14e Pistolet libre 50m - Rajmund Stachurski, 4e - Zbigniew Fedyczak, 23e Carabine libre - Andrzej Sieledcow, 16e - Eugeniusz Pędzisz, 19e Carabine 3 positions 50m - Andrzej Sieledcow, 6e - Eugeniusz Pędzisz, 36e Carabine couché 50m - Andrzej Trajda, 9e - Eulalia Rolińska, 28e Cible mouvante 10 m (ou 50m) - Zygmunt Bogdziewicz, 17e - Roman Kuzior, 21e Fosse olympique - Adam Smelczyński, 11e - Grzegorz Strouhal, 35e Skeet - Artur Rogowski, 20e - Wiesław Gawlikowski, 39e |

### Tir à l'arc
| Hommes                            | Femmes                                                                                                |
| --------------------------------- | --- |
| individuel - Tomasz Leżański, 46e | individuel - Irena Szydłowska, Médaille d'argent - Maria Mączyńska, 6e - Jadwiga Szosler-Wilejto, 18e |

### Volleyball
| Hommes |
| --- |
| L'équipe polonaise olympique termine 9e - Alojzy Świderek - Bronisław Bebel - Edward Skorek - Jan Such - Marek Karbarz - Ryszard Bosek - Stanisław Gościniak - Stanisław Iwaniak - Wiesław Gawłowski - Włodzimierz Stefański - Zbigniew Zarzycki - Zdzisław Ambroziak |

### Voile
| Hommes |
| ------ |
|        |